# Championnat du monde de bandy 2007
Le Championnat du monde de bandy 2007 se tient en Russie du 28 janvier au 4 février.

## Équipes participantes
- Russie
- Finlande
- Suède
- Kazakhstan
- Norvège
- Biélorussie

### Premier tour
- 28 janvier

Finlande - Biélorussie  14-1
Kazakhstan - Suède  1-8
Russie - Norvège  18-2
- 29 janvier

Suède - Biélorussie  21-5
Norvège – Kazakhstan  4-11
Finlande – Russie  5-9
- 30 janvier

Biélorussie – Norvège  1-8
Kazakhstan – Russie  3-17
Suède – Finlande  4-5
- 31 janvier

Biélorussie – Kazakhstan 3-14
Norvège – Finlande 2-5
Suède – Russie 3-3
- 2 février

Suède – Norvège  20-7
Finlande – Kazakhstan  5-4
Russie – Biélorussie  23-1
| Rang | Pays        | Pts | V | N | D | Bp | Bc | Diff |
| ---- | ----------- | --- | - | - | - | -- | -- | ---- |
| 1    | Russie      | 9   | 4 | 1 | 0 | 70 | 14 | +56  |
| 2    | Finlande    | 8   | 4 | 0 | 1 | 34 | 20 | +14  |
| 3    | Suède       | 7   | 3 | 1 | 1 | 56 | 21 | +35  |
| 4    | Kazakhstan  | 4   | 2 | 0 | 3 | 33 | 37 | -4   |
| 5    | Norvège     | 2   | 1 | 0 | 3 | 23 | 55 | -32  |
| 6    | Biélorussie | 0   | 0 | 0 | 5 | 11 | 80 | -69  |

### Tour Final

#### Demi-finales
- 3 février

Russie - Kazakhstan 16-3
Finlande - Suède 2-3 (but en or)

#### Match pour la3eplace
- 4 février

Kazakhstan  - Finlande 4-5 (but en or)

#### Finale
- 4 février

Russie - Suède 3-1